# سفارت اسلوونی در واشینگتن
سفارت اسلوونی در واشینگتن (به انگلیسی: Embassy of Slovenia) یک منطقهٔ مسکونی و نمایندگی سیاسی این کشور در ایالات متحده آمریکا است که در واشینگتن، دی.سی. واقع شده‌است.